# Tour de Flandes 2005
L'edició del 2005 de la clàssica ciclista Tour de Flandes es disputà el 3 d'abril del 2005.
En una fuga que també incloïa Erik Zabel, Peter Van Petegem, Alessandro Ballan, Andreas Klier i Roberto Petito, Tom Boonen va endur-se la victòria. Com que era l'esprintador més ràpid del grup, tothom s'esperava que intentés arribar a l'esprint, però els va sorprendre a tots amb un atac a vuit quilòmetres del final i va guanyar amb més de mig minut d'avantatge.

## Classificació general
|    | Ciclista          | Equip                 | Temps     |
| -- | ----------------- | --------------------- | --------- |
| 1  | Tom Boonen        | Quick Step-Innergetic | 6h 22'00" |
| 2  | Andreas Klier     | T-Mobile Team         | + 35"     |
| 3  | Peter Van Petegem | Davitamon-Lotto       | + 40"     |
| 4  | Erik Zabel        | T-Mobile Team         | m. t.     |
| 5  | Roberto Petito    | Fassa Bortolo         | m. t.     |
| 6  | Alessandro Ballan | Lampre-Caffita        | m. t.     |
| 7  | George Hincapie   | Discovery Channel     | + 1'42"   |
| 8  | Léon van Bon      | Davitamon-Lotto       | m. t.     |
| 9  | Sergei Ivanov     | T-Mobile Team         | m. t.     |
| 10 | Vladímir Gússev   | Team CSC              | m. t.     |